# Liste der Biografien/Monr
Liste der Biografien |
Portal Biografien |
Personensuche
# |
A |
B |
C |
D |
E |
F |
G |
H |
I |
J |
K |
L |
M |
N |
O |
P |
Q |
R |
S |
T |
U |
V |
W |
X |
Y |
Z |
?
 
Ma |
Mb |
Mc |
Md |
Me |
Mf |
Mg |
Mh |
Mi |
Mj |
Mk |
Ml |
Mm |
Mn |
Mo |
Mp |
Mq |
Mr |
Ms |
Mt |
Mu |
Mv |
Mw |
Mx |
My |
Mz
 
Moa |
Mob |
Moc |
Mod |
Moe |
Mof |
Mog |
Moh |
Moi |
Moj |
Mok |
Mol |
Mom |
Mon |
Moo |
Mop |
Moq |
Mor |
Mos |
Mot |
Mou |
Mov |
Mow |
Mox |
Moy |
Moz
 
Mona |
Monb |
Monc |
Mond |
Mone |
Monf |
Mong |
Monh |
Moni |
Monj |
Monk |
Monl |
Monm |
Monn |
Mono |
Monr |
Mons |
Mont |
Monu |
Monv |
Mony |
Monz
Die Liste der Biografien führt alle Personen auf, die in der deutschsprachigen Wikipedia einen Artikel haben. Dieses ist eine Teilliste mit 71 Einträgen von Personen, deren Namen mit den Buchstaben „Monr“ beginnt.

## Monr

### Monra
- Monrad, Anne-Sophie (* 1991), deutsch-dänisches Model und Autorin
- Monrad, Cally (1879–1950), norwegische Opernsängerin, Schauspielerin und Schriftstellerin
- Monrad, Christian Ferdinand (1815–1889), dänischer Lehrer
- Monrad, Ditlev Gothard (1811–1887), dänischer Bischof und Politiker
- Monrad, Marcus Jacob (1816–1897), norwegischer Theologe und Philosoph
- Monrad, Martin (* 1977), dänischer Tischtennisspieler
- Monrad-Hansen, Marte (* 1987), norwegische Skilangläuferin
- Monras, Miki (* 1992), spanischer Automobilrennfahrer

### Monre
- Monreal, Bernardo, mexikanischer Badmintonspieler
- Monreal, Nacho (* 1986), spanischer Fußballspieler
- Monreal, Yvette (* 1992), US-amerikanische Schauspielerin
- Monreale, Cinzia (* 1957), italienische SchauspielerinCinzia Monreale (* 1957)

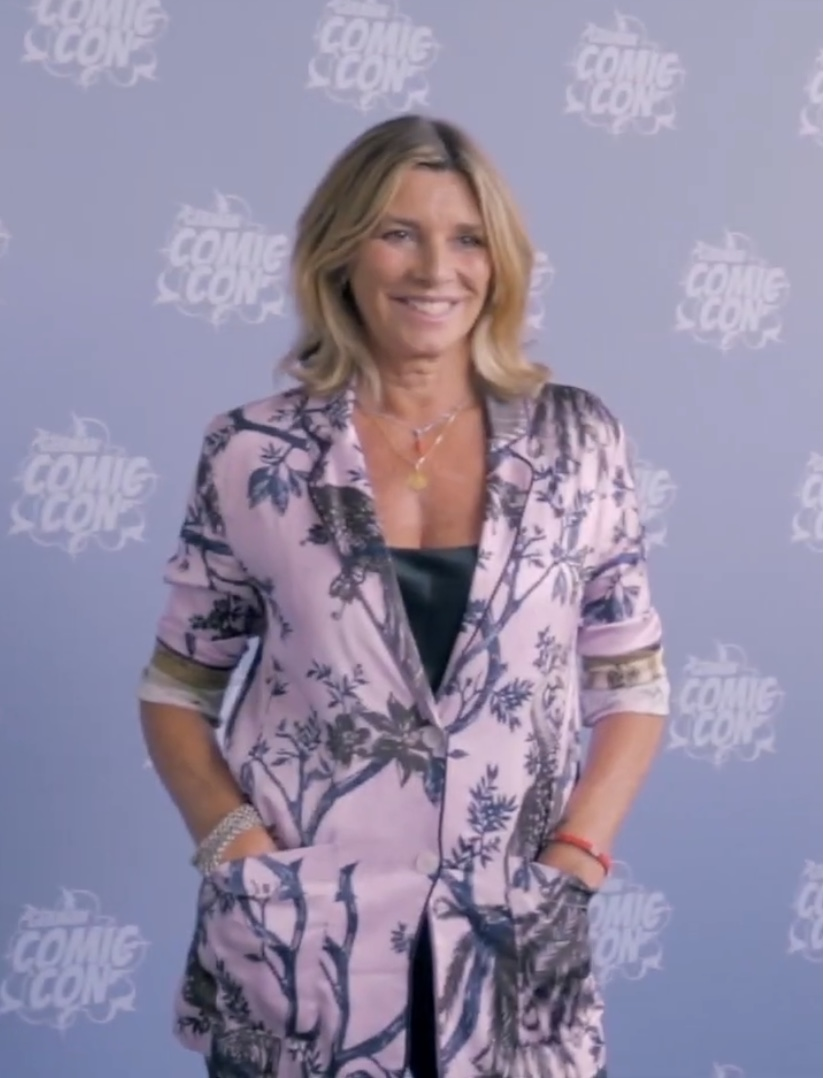
Cinzia Monreale (* 1957)

### Monro
- Monro, Alexander I. (1697–1767), schottischer Anatom
- Monro, Alexander II. (1733–1817), schottischer Anatom
- Monro, Alexander III. (1773–1859), schottischer Anatom
- Monro, Charles (1860–1929), britischer General und Oberbefehlshaber in Britisch-Indien (1916–1920) sowie Gouverneur von Gibraltar (1923–1929)
- Monro, David (1836–1905), britischer Altphilologe, Provost des Oriel College und Vice-Chancellor der Universität Oxford
- Monro, George (1700–1757), britischer Offizier
- Monro, George (1801–1878), kanadischer Kaufmann, Politiker und 6. Bürgermeister von Toronto
- Monro, Harold (1879–1932), britischer Dichter und Buchhändler
- Monro, Heather (* 1971), britische Orientierungsläuferin
- Monro, Hector (1922–2006), schottischer Abgeordneter und Minister der Conservative Party
- Monro, Julia (* 1981), deutsche Aktivistin, Autorin, Beraterin und JournalistinJulia Monro (* 1981)

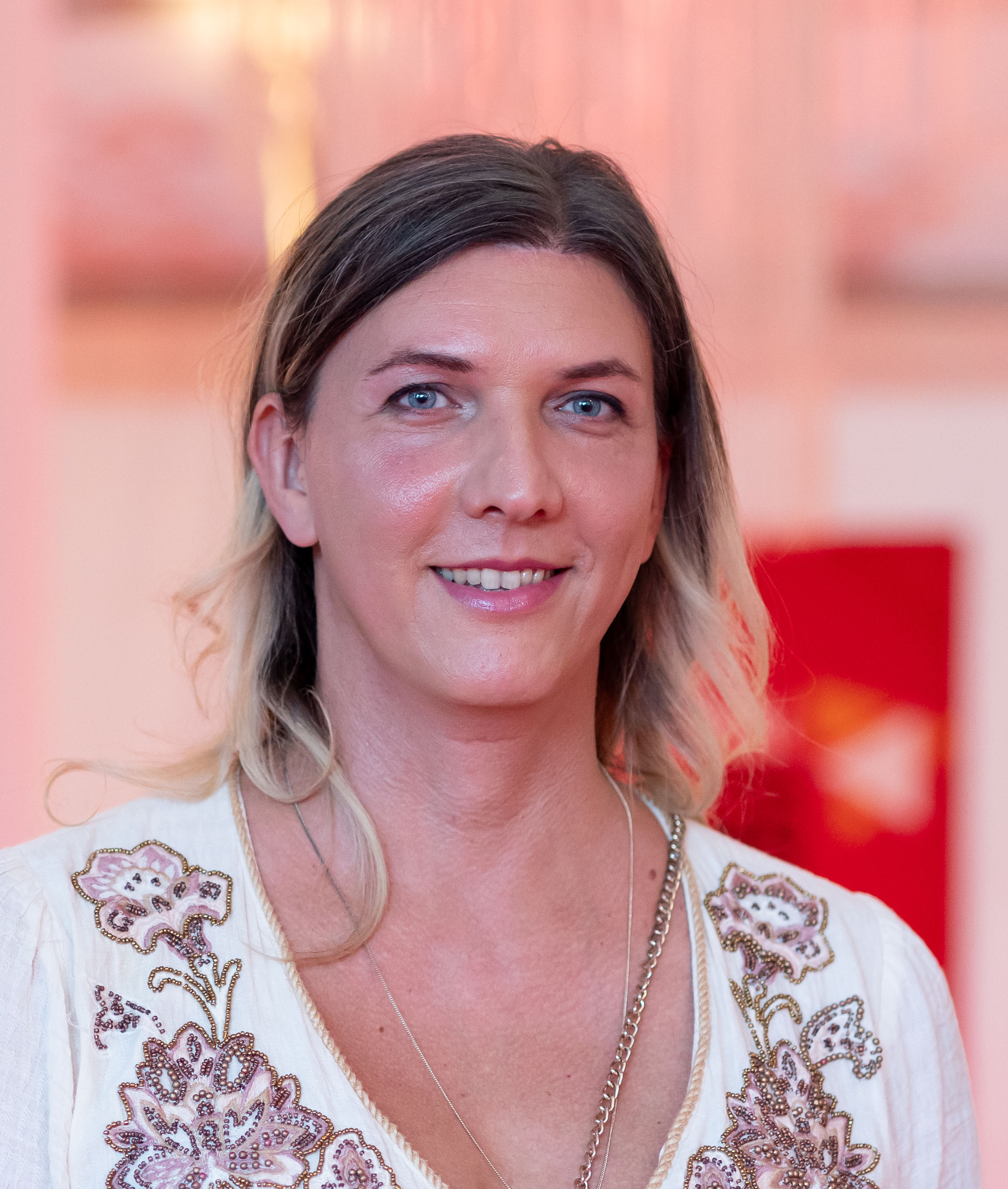
Julia Monro (* 1981)

- Monro, Matt (1930–1985), britischer Sänger
- Monroe (* 1982), deutscher Musikproduzent
- Monroe, Ashley (* 1986), US-amerikanische Country-Sängerin und Country-Songschreiberin
- Monroe, Bill (1911–1996), US-amerikanischer Countrysänger, Musiker und Komponist
- Monroe, Birch (1901–1982), US-amerikanischer Country-Musiker
- Monroe, Burt L., Jr. (1930–1994), US-amerikanischer Ornithologe
- Monroe, Charlie (1903–1975), US-amerikanischer Countrysänger
- Monroe, Christopher (* 1965), US-amerikanischer Physiker
- Monroe, David (* 1941), kanadischer Geistlicher, emeritierter Bischof von Kamloops
- Monroe, Del (1936–2009), US-amerikanischer Schauspieler
- Monroe, Earl (* 1944), US-amerikanischer Basketballspieler
- Monroe, Elizabeth Kortright (1768–1830), US-amerikanische First Lady
- Monroe, Greg (* 1990), US-amerikanischer Basketballspieler
- Monroe, Harriet (1860–1936), US-amerikanische Dichterin und Literaturkritikerin
- Monroe, James (1758–1831), fünfter Präsident der USA (1817–1825)
- Monroe, James (1799–1870), US-amerikanischer Offizier und Politiker
- Monroe, James (1821–1898), US-amerikanischer Politiker (Republikanische Partei)
- Monroe, Jessica (* 1966), kanadische Ruderin
- Monroe, Julie, US-amerikanische Filmeditorin
- Monroe, Larry (1939–2024), US-amerikanischer Jazzmusiker (Saxophon) und Hochschullehrer
- Monroe, Maika (* 1993), US-amerikanische Schauspielerin
- Monroe, Maribeth (* 1978), US-amerikanische Schauspielerin, Autorin und Komikerin
- Monroe, Marilyn (1926–1962), US-amerikanische SchauspielerinMarilyn Monroe (1926–1962)

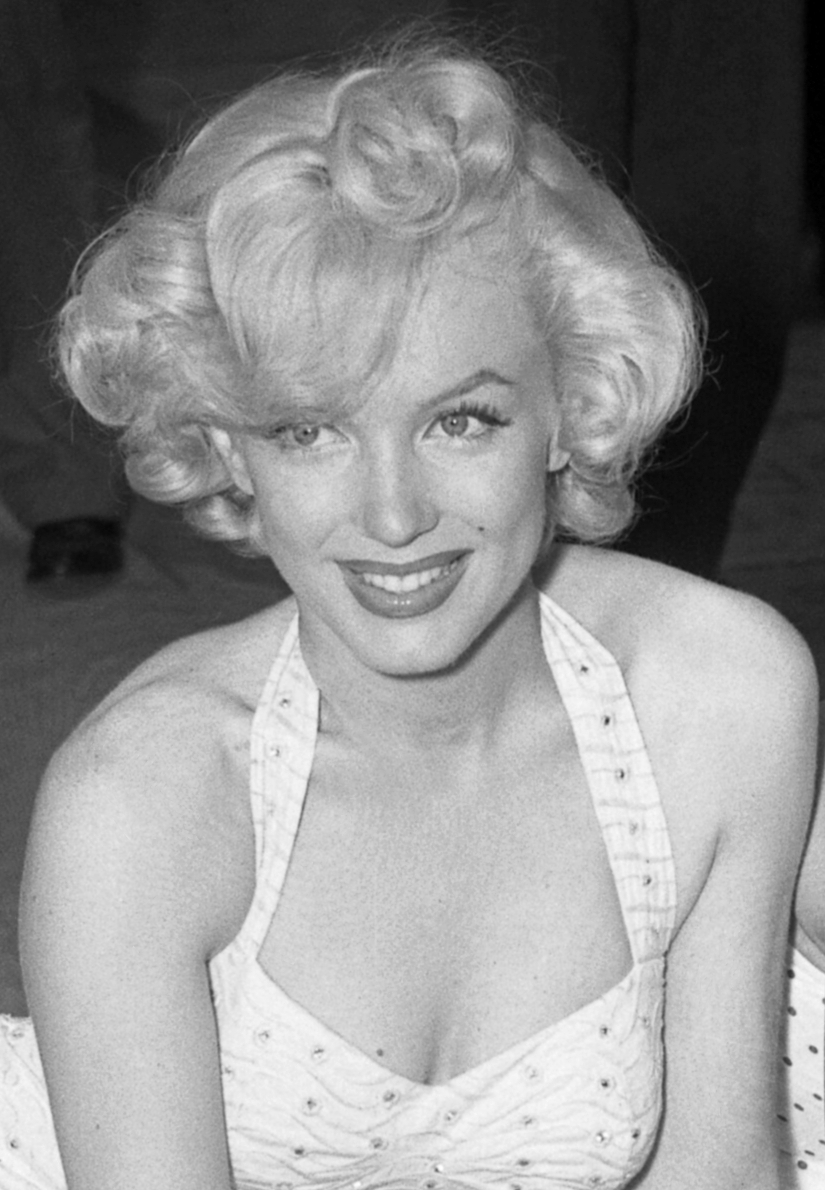
Marilyn Monroe (1926–1962)

- Monroe, Memphis (* 1985), US-amerikanische Pornodarstellerin und Schauspielerin
- Monroe, Meredith (* 1969), US-amerikanische Schauspielerin
- Monroe, Michael (* 1962), finnischer Rockmusiker
- Monroe, Mircea (* 1982), US-amerikanische Schauspielerin
- Monroe, Missy (* 1984), US-amerikanische Pornodarstellerin
- Monroe, Nicholas (* 1982), US-amerikanischer Tennisspieler
- Monroe, Robert (1915–1995), US-amerikanischer Parawissenschaftler, spezialisiert auf außerkörperliche Erfahrungen
- Monroe, Steven R. (* 1964), US-amerikanischer Filmregisseur und -produzent
- Monroe, Thomas (1902–1960), US-amerikanischer Drehbuchautor
- Monroe, Thomas Bell (1791–1865), US-amerikanischer Jurist und Politiker
- Monroe, Vaughn (1911–1973), US-amerikanischer Sänger, Bandleader und TrompeterVaughn Monroe (1911–1973)

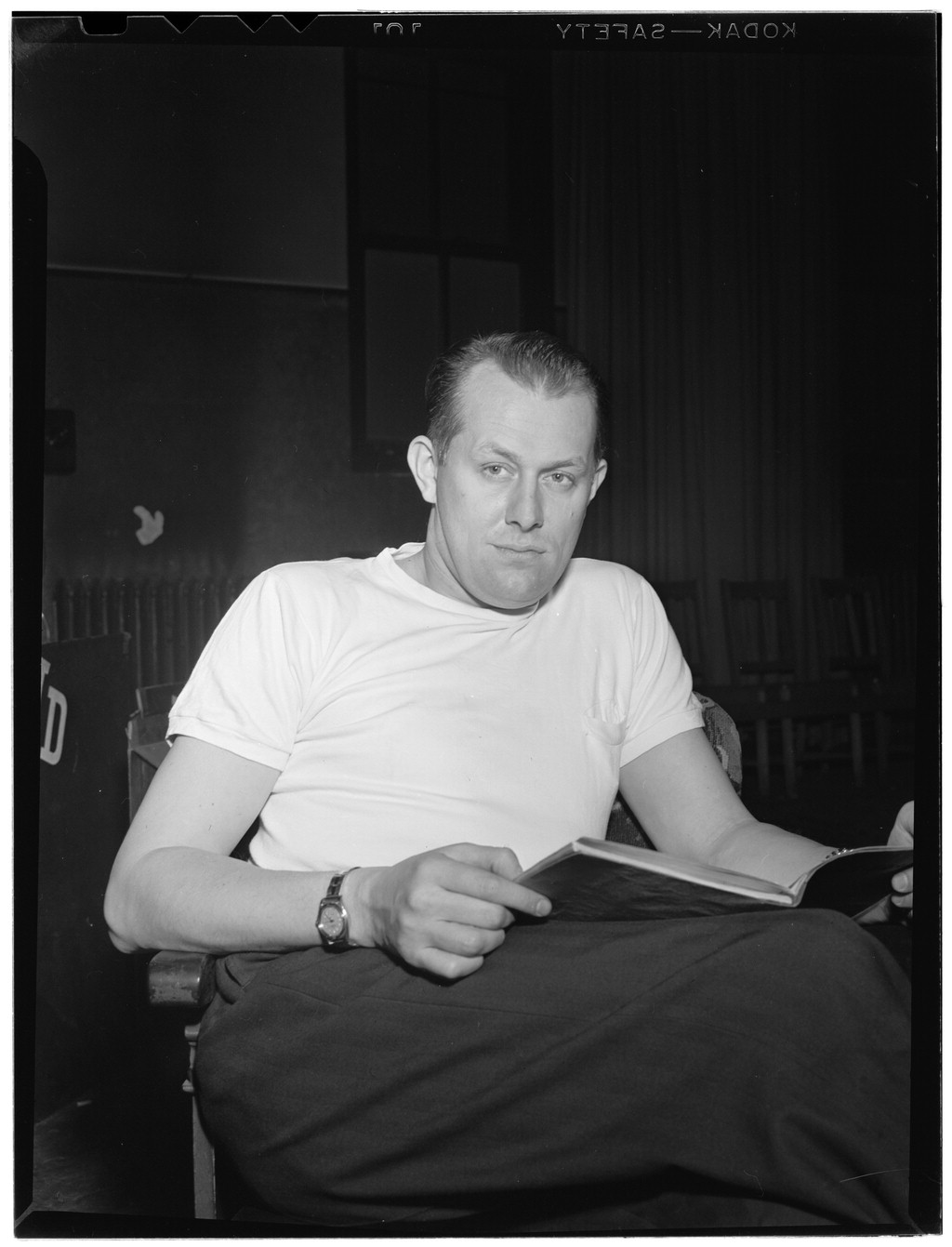
Vaughn Monroe (1911–1973)

- Monroe, Walter Stanley (1871–1952), neufundländischer Politiker und Unternehmer
- Monroe, Willie junior (* 1986), US-amerikanischer Boxer im Mittelgewicht
- Monroe, Zoey (* 1992), US-amerikanische Pornodarstellerin
- Monroig, Gilberto (1930–1996), puerto-ricanischer Sänger
- Monroig, Glenn (* 1957), puerto-ricanischer Cantautor
- Monroney, A. S. Mike (1902–1980), US-amerikanischer Politiker
- Monrose (1783–1843), französischer Theaterschauspieler und Komödiant
- Monroy, Aitor (* 1987), spanischer Fußballspieler
- Monroy, Carl von (1846–1924), deutscher Forstmann und Oberlandforstmeister von Mecklenburg-Schwerin
- Monroy, Georg von (1722–1792), kurhannoverscher Generalmajor und Amtsvogt in Beedenbostel bei Celle
- Monroy, Johann Albrecht von (1900–1964), deutscher Forstmann
- Monroy, Karl von (1808–1894), deutscher Jurist und Richter
- Monroy, Raúl, mexikanischer Fußballspieler
- Monroy, Yuliana (* 1998), kolumbianische Tennisspielerin